# Alexandru Spătaru
Alexandru Spătaru (n. 2 iunie 1920, Armeni, județul Sibiu – d. 25 martie 2012) a fost unul dintre cei mai cunoscuți specialiști români în telecomunicații, absolvent al Politehnicii din București.

## Biografie
A absolvit Liceul George Barițiu din Cluj în anul 1939. A obținut diploma de inginer la Institutul Politehnic București în anul 1944.
A efectuat stagii de specializare în Cehoslovacia, RDG și Uniunea Sovietică.

### Cariera didactică
În 1950, Alexandru Spătaru este numit conferențiar în Institutul Politehnic din București.
În 1951, când nu fusese înființată încă Facultatea de Electronică, în cadrul Facultății de Electrotehnică se creează catedre și cursuri noi. În nou apăruta catedră de Bazele radiotehnicii condusă de prof. Gh. Cartianu, sunt înființate și alte cursuri, printre care: (1) Emițătoare, condus de prof. Alexandru Spătaru, având asistent pe Ion Teodorescu, respectiv (2) Receptori, condus tot de prof. Alexandru Spătaru, având asistent pe Viniciu Nicolescu.
Pe baza hotărârilor Consiliului de Miniștri nr. 2688/1953, 2727/1953 privind planul de dezvoltare a învățământului superior pe anul 1953–1954 și a Ordinului Ministrului Învățământului nr. 5108/1953, se înființează în Institutul Politehnic București, Facultatea de Electronică și Telecomunicații, una dintre catedre fiind cea de Electrocomunicații, condusă de prof. Ghe. Cartianu, cu 14 posturi, printre care și cel ocupat de prof. Spătaru. În 1956 apare o nouă regrupare și se organizează catedra de Radiocomunicații, condusă de prof. Ghe. Cartianu, și unde ține cursuri și prof. Alexandru Spătaru.
În anul 1961, după decesul prof. Tudor Tănăsescu, conducerea Catedrei de Electronică este preluată de prof. Alexandru Spătaru care înființează, în anul universitar 1962-1963, un colectiv de cercetare destinat televiziunii în culori. De asemenea, este perioada în care a introdus și predat cursul său de Teoria Transmisiunii Informației (TTI) destinat viitorilor ingineri electroniști. După scindarea Catedrei de Electronică (1963), în Catedra de Tuburi și Circuite Electronice și Catedra de Electronică Aplicată, prof. Spătaru rămâne șeful Catedrei de Electronică Aplicată și realizează, un an mai târziu, primele transmisiuni experimentale de televiziune în culori pe standard NTSC, între sediul FET din str. Polizu nr.1, București și pavilionul Expoziției Realizărilor Economiei Naționale (EREN).
Un număr tot mai mare de studenți străini sunt înscriși la cursurile de zi și la doctorat, în cadrul Facultății de Electronică. Între anii 1975-1984, cca. 40 familii de cadre didactice, în principal asistenți și șefi de lucrări, sunt detașate  câte 2-6 ani, la Institutul de Telecomunicații din Oran, în Republica Populară și Democratică Algeriană. Această instituție algeriană de învățământ superior avea misiunea de a forma cadrele tehnice superioare de telecomunicații necesare noului stat independent, după cucerirea independenței sale în 1965, fiind finanțată de Organizația Națiunilor Unite pentru Dezvoltare Industrială, prin intermediul unui proiect la realizarea căruia au contribuit și specialiști din România, inclusiv din cadrul Facultății de Electronică și Telecomunicații. Un rol important în această fază inițială revine prof.Vasile Cătuneanu, conf. Mariana Beliș și prof.Alexandru Spătaru. Decizia de a se recurge la cadre didactice din România a fost facilitată atât de existența unui acord româno-algerian de cooperare în domeniul învățământului (semnat în 1974) cât și de existența unui contract de livrare a unei fabrici complet utilate de centrale telefonice Pentaconta, de către ISCE Uzinexport și Întreprinderea Electromagnetica din București, unei noi întreprinderi construite în orașul Tlemcen. La Institutul de Telecomunicații din Oran, cadrele didactice din România au contribuit esențial, timp de aproape un deceniu, la organizarea și desfășurarea învățământului superior de electronică, predând în limbile franceză și engleză câteva zeci de cursuri esențiale pentru formarea inginerilor și a sub-inginerilor necesari Ministerului Poștelor și Telecomunicațiilor din Algeria, precum și învățământului din Algeria.
La reorganizarea facultății, din anul 1986, profesorul Alexandru Spătaru rămâne șeful catedrei de Electronică Aplicată din cadrul Facultății de Electronică și Telecomunicații a Institutului Politehnic din București., iar în 1990 aceasta este reorganizată iar, sub denumirea de Catedra de Electronică Aplicată și Ingineria Informației (șef de catedră prof. Alexandru Spătaru).
A fost un excelent cadru didactic (apreciat ca atare de studenți și colaboratori) și un cercetător vizionar datorită vastei sale culturi tehnice, dublată de un accentuat spirit ingineresc, bazat pe rigoare profesională și disciplină.
A ieșit la pensie în 1985, dar a continuat să lucreze cu cercetători și studenți din UPB până aproape de finalul vieții. După 1990 a înființat în cadrul UPB Centrul Național de Teleinformatică și Telecomunicații Spațiale (CNTTS), destinat cercetărilor și relațiilor științifice internaționale în aceste domenii.

### Cercetător și manager
Alexandru Spătaru a condus cercetările științifice prealabile realizării primelor experimente de televiziune în România: între 1953-1955 în alb-negru  și, începând din 1964, în culori. Un tânăr colectiv a realizat un prim emițător experimental în cadrul "Laboratorului de cercetări în telecomunicații" (LCT) condus de Alexandru Spătaru. Odată prezentat ministrului, proiectul a avut un ecou pozitiv, astfel că a fost sprijinit de la cel mai înalt nivel. În consecință, pe 21 august 1955 la ora 20.00 încep primele emisiuni experimentale de televiziune alb-negru cu caracter regulat, filme și cronici de actualități, ale Ministerului Poștelor și Telecomunicațiilor, sub sigla „Studioului Experimental de Televiziune – București”, folosind un emițător de imagine de ordinul a câteva sute de watti și unul de sunet cu o putere pe jumătate, instalate la Poșta Vitan din București. Profesorul Alexandru Spătaru a fost decorat cu Ordinul Muncii cl. a II-a și câțiva dintre cei ce au făcut stația au primit Ordinul Muncii cl. a III-a. În ceea ce privește televiziunea în culori, acest proiect este abandonat, din cauza costurilor, rămânând doar la stadiul de cercetare.
A fost precursor al viziofoniei (= telefonie cu transmiterea imaginilor interlocutorilor) și a efectuat primele cercetări din România în acest domeniu.
A fost director adjunct tehnic la Societatea de Radiodifuziune, apoi director tehnic în Ministerul Poștelor și Telecomunicațiilor, și vice-președinte al Consiliului Național pentru Știință și Tehnologie. Prin Hotărârea nr. 3226/1967 a Consiliului de Miniștri al Republicii Socialiste România, Alexandru Spătaru a fost numit în funcția de președinte al Comisiei române pentru activități spațiale. A fost director științific al Institutului de Cercetări și Proiectare pentru Telecomunicații (ICPTc). A fondat Centrul Național pentru teleinformații și telecomunicații spațiale. A fost membru al Comisiei Internaționale Independente pentru Dezvoltarea Telecomunicațiilor Internaționale. A coordonat primele contribuții ale României la activitățile spațiale internaționale. A fost consultant internațional al Uniunii Internaționale pentru Telecomunicații (UIT). Lui îi datorăm frecvențele câștigate de România în urma negocierilor din 1961 de la Stockholm, și ulterior la Geneva în 1984, frecvențe folosite astăzi din plin de canalele de radio și televiziune românești.
Profesorul Spătaru este la originea studiului care a permis achiziționarea primei stații de telecomunicații prin sateliți (Cheia) și aderarea României la Intelsat. În 1972, o delegație de specialiști condusă de prof. Alexandru Spătaru face o vizita în SUA, pentru documentare în informatică și telecomunicații speciale. Scopul urmărit era ca România să introducă telecomunicații la distanță prin satelit. Studiul, prospecțiunile, proiectarea în vederea achiziționării și instalării unui asemenea echipament revin inginerilor din MTTC și durează cca. trei ani. În perioada decembrie 1975 – octombrie 1976 se desfășoară cel mai grandios, mai important și mai costisitor proiect de telecomunicații din Europa de Est: montarea și darea în funcțiune a stației de recepție a satelitului geostaționar de telecomunicații INTELSAT la Cheia, în județul Prahova.
În anul 2012 părăsește această lume, fiind incinerat.

## Distincții
- Medalia Muncii (20 august 1951) „cu ocazia zilei de 23 August 1951”[13]
- Ordinul Steaua Republicii Socialiste România clasa a IV-a (1971) „pentru merite deosebite în opera de construire a socialismului, cu prilejul aniversării a 50 de ani de la constituirea Partidului Comunist Român”[14]

## Lucrări publicate
- Teoria transmisiunii informației. Semnale și perturbații, Editura Tehnică, 1965;
- Teoria transmisiunii informației. Coduri și decizii statistice - Editura Tehnică, 1971[6]
- Théorie de la transmission de l'information – signaux et bruits, Masson, Paris 1970;
- Théorie de la transmission de l'information – codes et décisions, Masson, Paris 1973;
- Theorie der Informationsübertragung. Signale und Störungen (Gebundene Ausgabe) AKADEMIE-VERLAG Berlin 1973;
- Centrala Electrică de Termoficare "Borzești". Monografie, Întreprinderea Poligrafică Bacău, 1983;
- Teoria transmisiunii informației. Probleme, coordonator: prof. dr. ing. Alexandru Spătaru, Editura Didactică și Pedagogică, 1983;
- Fondements de la théorie de la transmission de l'information, Editura Presses Polytechiques Romandes, Lausanne - primul tratat de Teoria Informației apărut în Elveția, 1987.[6]